# Uncovered
Uncovered es una Serie web española de animación creada por Studio Nimai y dirigida por Álex Forcén y Patrick Saura. Fue estrenada el 25 de mayo de 2016 y proyectada oficialmente en la Filmoteca Regional de Murcia el 19 de enero de 2017. Actualmente se encuentra emitiendo su segunda temporada.

## Sinopsis
Se trata de una webserie de misterio humor e intriga cuyos protagonistas son tres amigos, Matt, Nate y Zoe, que juntos, descubrirán un nuevo mundo que desafiará la lógica y la física de nuestro planeta tierra. Conocerán una nueva especie y nuevos personajes que harán de su aventura un lúgubre tránsito lleno de locura, odio y pesadillas.

## Capítulos

### Primera temporada (2016)
| N.º | Título                     | Fecha de emisión                                 |
| --- | -------------------------- | ------------------------------------------------ |
| 1   | «Covered»                  | 25 de mayo de 2016/ 31 de julio de 2021 (remake) |
| 2   | «A dos metros bajo tierra» | 1 de junio de 2016/ 28 de enero de 2022 (remake) |
| 3   | «Madnex»                   | 11 de julio de 2016                              |
| 4   | «El reloj ambulante»       | 16 de agosto de 2016                             |
| 5   | «Sin gravedad»             | 19 de septiembre de 2016                         |
| 6   | «El consejero»             | 29 de noviembre de 2016                          |

### Segunda temporada (2018-2021)
| N.º | Título                         | Fecha de emisión      |
| --- | ------------------------------ | --------------------- |
| 1   | «Reflejos»                     | 25 de mayo de 2018    |
| 2   | «Zoe»                          | 28 de junio de 2018   |
| 3   | «Matt»                         | 23 de agosto de 2018  |
| 4   | «Nate»                         | 25 de octubre de 2018 |
| 5   | «REM»                          | 1 de febrero de 2019  |
| 6   | «Serendipia»                   | 30 de junio de 2019   |
| 7   | «Ecos»                         | 20 de mayo de 2021    |
| 8   | «Disomnia»                     | TBA                   |
| 9   | «Final de temporada - Parte 2» | TBA                   |